# Anaglyphites mongolicus
Anaglyphites mongolicus is een keversoort uit de familie Cupedidae. De wetenschappelijke naam van de soort is voor het eerst geldig gepubliceerd in 1997 door Ponomarenko.